# Marija Panfilova
Marija Aleksandrovna Panfilova Sadilova coniugata Panfilova (in russo Мария Александровна Садилова-Панфилова?, in ucraino Марія Олександрівна Саділова-Панфілова?, Marija Oleskandrivna Sadilova-Panfilova; 11 ottobre 1987) è un'ex biatleta e fondista russa con cittadinanza bielorussa naturalizzata ucraina.
Ha gareggiato per la nazionale russa fino al 2011-2012, per poi passare a quella ucraina dal 2012-2013.

## Biografia

### Carriera nello sci di fondo
Iniziò praticando lo sci di fondo: prese parte ai Campionati mondiali juniores di Tarvisio 2007 e alla Marcialonga  del 2002, valida per la Marathon Cup.

### Carriera nel biathlon
Dal 2007 si è dedicata al biathlon; in Coppa del Mondo ha esordito il 5 dicembre 2009 a Östersund (75ª) e ha ottenuto l'unico podio il 10 marzo 2013 a Soči Krasnaja Poljana (2ª).
In carriera ha preso parte a un'edizione dei Giochi olimpici invernali, Soči 2014 (7ª nella staffetta mista).

## Palmarès

### Biathlon

#### Universiadi
- 1 medaglia:
  - 1 oro (partenza in linea a Erzurum 2011)

#### Coppa del Mondo
- Miglior piazzamento in classifica generale: 47ª nel 2013
- 1 podio (a squadre):
  - 1 secondo posto

### Sci di fondo

#### Marathon Cup
- Miglior piazzamento in classifica generale: 103ª nel 2002